# 流れのままに
「流れのままに」（"It Goes Like It Goes"）は、デヴィッド・シャイア作曲、ノーマン・ギンベル作詞による楽曲である。1979年の映画『ノーマ・レイ』のサウンドトラックとしてジェニファー・ウォーンズが歌った。第52回アカデミー賞アカデミー歌曲賞を受賞した。
後にダスティ・スプリングフィールドによってカバーされ、シングル盤が発売された。